# Beacon 1
Beacon 1 foi um satélite artificial estadunidenses lançado no dia 23 de outubro de 1958 a bordo de um foguete Juno I a partir da Estação da Força Aérea de Cabo Canaveral, na Flórida, mas os estágios superiores separaram-se do primeira estágio antes de ele terminar a sua combustão, pelo que não atingiram a órbita.

## Características
O satélite era uma esfera de plástico fino e com 12 metros de diâmetro, uma vez inflado e cerca de 4,5 kg de massa. O objetivo do Beacon 1 era estudar a densidade das camadas altas da atmosfera. Antes das tentativas de lançamentos orbitais, o sistema de inflação foi testado em até cinco voos suborbitais através de foguetes Nike Cajun.